# Georges Hermant
Georges Hermant, né le 10 juin 1888 à Paris 10e, et mort le 19 février 1965 à Paris 11e, est un nageur puis entraîneur de natation français.

## Biographie
En 1912, il est inscrit sur les épreuves du 400 et du 1500 mètres nage libre des épreuves de natation aux Jeux olympiques de 1912 mais déclare forfait sur les deux courses. Ancien détenteur du record de France du 100 mètre brasse, il se distingue aussi dans les épreuves de fonds, remportant en 1914 la traversée de Paris à la nage en catégorie amateur.
Exerçant comme ambulant aux P.T.T., Georges Hermant devient parallèlement entraîneur national au SCUF où il révèle Jean Taris qu'il rencontre en 1926. Il a aussi été l'entraîneur d'Yvonne Godard à partir de décembre 1929, ainsi que de Louisette Fleuret et Jacques Cartonnet. Il est l'entraîneur de l'équipe de France de natation lors des Jeux olympiques de Los Angeles en 1932 et de Berlin en 1936. À partir de 1935, il dirige l'école de natation du Club des Nageurs de Paris. Détaché auprès du Ministère de la Santé publique et de l’Éducation physique, il porte un projet pour rendre la pratique de la natation obligatoire dans les écoles.

## Hommage
Une piscine porte son nom dans le 19e arrondissement.